# いっかくじゅう座ベータ星
いっかくじゅう座β星（いっかくじゅうざベータせい、β Monocerotis / β Mon）は、いっかくじゅう座の4等星。肉眼では3.74等の1つの星に見えるが、3つのB型主系列星からなる三重連星系である。

## 特徴
1781年、ウィリアム・ハーシェルが三重星であることを発見。ハーシェルは、「空で最も美しい眺めの一つ」と書き残している。A星から約25秒離れた位置に見える CCDM J06288-0702Dはたまたま近くに見えるだけで、三重連星系とは相互作用していない。
AとB、Cとの間の距離はおよそ1,570auと、BC間の距離約590 auよりかなり大きく、AがBとCの周りを公転するような格好になっている。Aの公転周期はおよそ14,000年、BとCの公転周期はおよそ4,200年となっている。
いっかくじゅう座β星A(β Monocerotis A / β Mon A)は、質量は太陽の約7倍、光度は太陽の約3200倍のB型輝線星である。三重星の中で最も明るい。
いっかくじゅう座β星B(β Monocerotis B / β Mon B)は、質量は太陽の約6.2倍、光度は太陽の約1600倍のB型輝線星である。
いっかくじゅう座β星C(β Monocerotis C / β Mon C)は、質量は太陽の約6倍、光度は太陽の約1300倍のB型輝線星である。1988年に行われたスペックル・イメージングの観測では二重星として観測されたが、後の赤外線による観測では確認されなかった。